# Nancy F. Cott
Nancy N. Cott (Filadelfia, 8 novembre 1945) è una storica statunitense specializzata in argomenti di genere negli Stati Uniti nel XIX e XX secolo.

## Primi anni
Nancy F. Cott è nata a Filadelfia, in Pennsylvania, nel 1945. Suo padre era un produttore di tessuti e la sua famiglia era di origine ebraica austro-ungarica. Frequentò le scuole pubbliche a Cheltenham Township e studiò alla Cornell University laureandosi nel 1967, e nel 1969 conseguì un master in civiltà americana alla Brandeis University. Sposò Leland D. Cott da cui ha avuto due figli. Conseguì il dottorato in civiltà americana a Brandeis nel 1974.

## Carriera
Cott divenne docente presso la Boston Public Library, poi nel 1975 fu nominata per insegnare storia e studi americani alla Yale University. Ottenne delle borse di ricerca dalla Rockefeller Foundation, dalla Guggenheim Foundation e dal National Endowment for the Humanities. Fu una delle fondatrici del programma di studi sulle donne a Yale, dove presiedette l'American Studies Program a metà degli anni '90, e diresse la Division of the Humanities. Nel 1990 fu nominata Stanley Woodward Professor of History and American Studies.
Fu nominata Sterling Professor of History and American Studies nel 2001 presso la Yale University. Su invito di Drew Gilpin Faust del Radcliffe Institute for Advanced Study, nel 2001 accettò una posizione come Carl e Lily Pforzheimer Foundation Director della Schlesinger Library. Aveva un forte legame con la biblioteca, essendosi recatavi per le ricerche per il suo primo libro Root of Bitterness: Documents of the Social History of American Women (1972). Fu eletta membro dell'American Academy of Arts and Sciences nel 2008, e ha lasciato la Schlesinger Library nel giugno 2014. È stata docente di storia americana all'Università di Harvard e ha insegnato corsi universitari sulla storia della sessualità, del genere e sulla storia degli Stati Uniti nel XX secolo. Nel 2014 è stata anche presidente eletta dell'Organizzazione degli storici americani.

## Matrimonio omosessuale
Cott ha contribuito a scrivere i riassunti di Amicus curiae sul matrimonio tra persone dello stesso sesso in diversi stati dal 1999. Ha testimoniato nel caso Perry v. Schwarzenegger in California, sottolineando che la tradizione cristiana del matrimonio monogamo risale solo al tempo di Cristo e fu applicata con forza dalla legge ecclesiastica cattolica fino al 1400 o 1500. I protestanti, compresi i fondatori degli Stati Uniti, hanno storicamente visto il matrimonio come preoccupazione civile, principalmente riguardo al mantenimento dei figli. Le opinioni sul matrimonio continuano a cambiare, con tassi di divorzio più elevati, opinioni diverse sul ruolo del matrimonio e sulla legalizzazione del matrimonio interrazziale.
Cott dice che è arrivata per favorire i matrimoni omosessuali, "come risultato della mia ricerca storica e dei miei studi". A suo avviso, "se la simmetria e l'uguaglianza di genere e la definizione dei ruoli coniugali da parte delle coppie sono caratteristiche del matrimonio, allora le coppie dello stesso sesso sembrano perfettamente in grado di adempiere a quei ruoli". Quando testimoniò nel gennaio 2010 nella causa alla Proposition 8 della California del 2008 che vietava il matrimonio tra persone dello stesso sesso, le fu chiesto di commentare l'affermazione della difesa secondo cui "lo scopo dell'istituzione del matrimonio è promuovere la procreazione e incanalare l'attività sessuale procreativa naturale tra uomini e donne in unioni stabili e durature". Lei rispose: "Mi ha ricordato piuttosto la storia dei sette ciechi e dell'elefante, in quanto ognuno di loro sente l'animale da qualche parte; e quello che sente il tronco dice, oh, questo animale è proprio come un serpente."

## Pubblicazioni
- Nancy F. Cott, Passionlessness: An Interpretation of Victorian Sexual Ideology, 1790–1850, in Signs, vol. 4, n. 2, The University of Chicago Press, Winter 1978, DOI:10.1086/493603, JSTOR 3173022.
- Nancy F. Cott, Root of Bitterness: Documents of the Social History of American Women.ed.and with an Introd.by N.F.cott, E. P. Dutton, 1972.
- Nancy F. Cott, Eighteenth-century Family and Social Life Revealed in Massachusetts Divorce Records, in Journal of Social History, vol. 10, n. 1, Oxford University Press, Autumn 1976, JSTOR 3786419.
- Nancy F. Cott, The Bonds of Womanhood: "Woman's Sphere" in New England, 1780–1835, Yale University Press, 1977, ISBN 978-0-300-07298-3.
- Cott, Nancy F. e Pleck, E.H. (a cura di), A Heritage of Her Own: Towards a New Social History of American Women, Touchstone, 1980.
- Nancy F. Cott, The Grounding of Modern Feminism, Yale University Press, 1987, ISBN 978-0-300-04228-3.
- Juliet Mitchell e Nancy F. Cott, What is Feminism?, Basil Blackwell, 1989.
- Nancy F. Cott, A Woman Making History: Mary Ritter Beard through Her Letters, 1991.
- Nancy F. Cott, The Young Oxford History of Women in the United States: The limits of independence, Oxford University Press, 1995, ISBN 978-0-19-508829-8.
- Deutsch, Sarah Jane, From Ballots to Breadlines: American Women 1920–1940, a cura di Cott, Nancy F., Topeka Bindery, 1998, ISBN 0-613-07828-4.
- Nancy F. Cott, Public Vows: A History of Marriage and the Nation, Harvard University Press, 2000, ISBN 978-0-674-02988-0.
- Nancy F. Cott, No Small Courage: A History of Women in the United States, Oxford University Press, 2000, ISBN 978-1-4223-5254-0.
- Harness, Cheryl e Cott, Nancy F., Remember the Ladies: 100 Great American Women, Collins, 2001, ISBN 0-688-17018-8.
- Cott, Nancy F., Feminists Who Changed America, 1963–1975, a cura di Love, Barbara J., (Introduction), University of Illinois Press, 2006, ISBN 0-252-03189-X.
- Cott, Nancy F., No Objections: What history tells us about remaking marriage, in Boston Review, 1º gennaio 2011. URL consultato il 2 settembre 2014.
- Nancy F. Cott, Revisiting the Transatlantic 1920s: Vincent Sheean vs. Malcolm Cowley, in American Historical Review, vol. 118, febbraio 2013,  pp. 46-75, DOI:10.1093/ahr/118.1.46.